# Balsamia platyspora
Balsamia platyspora är en svampart som beskrevs av Berk. 1844. Balsamia platyspora ingår i släktet Balsamia och familjen Helvellaceae.  Arten är reproducerande i Sverige. Inga underarter finns listade i Catalogue of Life.